# Хагенский заочный университет
Ха́генский заочный университет (нем. Fernuniversität in Hagen) — единственный государственный университет дистанционного обучения в Германии. Является самым крупным университетом Германии.

## История
Хагенский заочный университет был основан в 1974 году. В январе 2014 года в университете обучалось 88 168 студентов. Из них
- 47 % женщин
- ок. 80 % работающих
- ок. 42 % с первым высшим образованием

Средний возраст учащихся — 29—35 лет.

## Факультеты
В университете имеется 4 факультета:
- Факультет гуманитарных и общественных наук: ок. 35 300 студентов
- Факультет математики и информатики: ок. 12 300 студентов
- Факультет экономических наук: ок. 30 000 студентов
- Факультет правоведения: ок. 10 600 студентов

## Преподавательский состав
79 профессоров (из них 20 женщин), 374 научных сотрудника (из них 140 женщин), 370 научных ассистентов (188), 267 наставников (87), 734 сотрудника управления и технического обслуживания (497). Всего работает 1824 сотрудника, из них 932 женщины (состояние: 01 октября 2013 года).